# Verneuk Pan

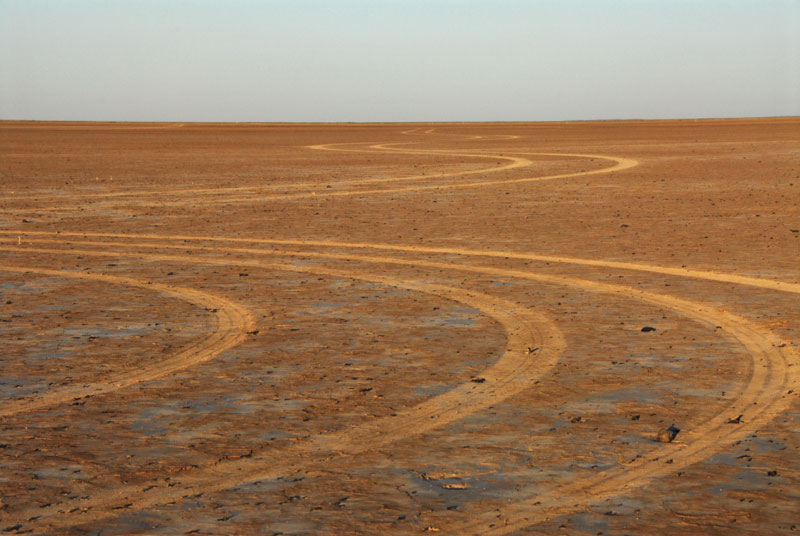
Fahrzeugspuren auf Verneuk Pan

Verneuk Pan (auch Verneukpan) ist eine Salzpfanne in der südafrikanischen Provinz Nordkap, die durch natürliche Austrocknung eines Sees entstand. Das Gebiet ist etwa 50 Kilometer lang und elf Kilometer breit. Der nächste größere Ort ist Brandvlei. Der Name der Salzpfanne leitet sich vom Afrikaans-Wort verneuk für „Täuschung“ ab und bezieht sich auf die dortigen Luftspiegelungen. Das Gebiet wurde bekannt, als 1929 der britische Rennfahrer Malcolm Campbell dort vergeblich versuchte, den Landgeschwindigkeitsrekord zu brechen.  
Das Gebiet eignet sich zum Drachenfliegen. 